# 제인 엘런 어셔
제인 엘런 어셔(Jane Ellen Usher , 1917년 9월 5일 ~ 2018년 12월 12일)는 벨리즈의 정치인이다.
벨리즈에서 가장 오랫동안 활동한 CEO였다. 이전에 인민통합당(People's United Party)에서 보건협동조합(Health and Cooperatives)의 각료, 상원 의장 및 하원 의원을 역임했다. 그녀는 서기로서 홀리 리디머 신용조합(Holy Redeemer Credit Union)에 가입했고 재무가 되었으며 1956년부터 CEO로 재직했다. 어셔는 "벨리즈의 아버지"인 조지 캐들 프라이스(George Cadle Price)의 누나였다. 그녀는 신용협동조합 운동에 기여한 공로로 자메이카 협동조합 신용협동조합 연맹의 공로상과 벨리즈 신용협동조합 연맹의 골든 이글상을 모두 수상했다.